# 道の駅たがみ
道の駅たがみ（みちのえき たがみ）は、新潟県南蒲原郡田上町大字原ヶ崎新田にある国道403号の道の駅である。

## 概要
国土交通省より2015年度（平成27年度）の重点道の駅として選定されている。整備にあたっては周囲の新潟薬科大学、新潟経営大学、新潟中央短期大学と連携協定が結ばれた。
田上町役場に隣接する敷地に建設され、2019年（令和元年）9月に交流会館が先行オープン、2020年（令和2年）10月にコンビニエンスストア（ローソン）を除く残りの道の駅施設がオープンした。

## 施設
- 駐車場 135台
- トイレ 29器
- 田上町交流会館
- 農産物直売所（9:30 - 17:00、冬季のみ10:00 - 16:00）[3]
- フードコート（10:00 - 16:00、冬季のみ10:00 - 15:00）[3]
- コンビニエンスストア（24時間）[3]
- 憩いの広場
- 情報発信・休憩施設（24時間）[3]
- ベビーコーナー

## 休業日
- 第2火曜日（5月・7月・9月・11月を除く）[3]
- 年末年始（12月31日 - 1月2日）[3]

## アクセス
- 国道403号（小須戸田上バイパス） - 登録路線
- 東日本旅客鉄道（JR東日本）信越本線羽生田駅から北西へ約1 km（徒歩約15分）
  - 予約制乗合タクシー「ゴマンド号」の停留所も設けられている[9]。